# Eliminatoria al Torneo Sub-20 de la Concacaf 2005
La Eliminatoria al Torneo Sub-20 de la Concacaf 2005 fue la ronda de clasificación que jugaron los equipos de Centroamérica y el Caribe para avanzar a la fase final de la eliminatoria mundialista. Participaron 19 equipos caribeños y 5 centroamericanos peleando 4 plazas para la fase final de la eliminatoria.

## Zona Caribeña

### Ronda preliminar
| Equipo 1     | Agr. | Equipo 2                       | Ida | Vuelta |
| ------------ | ---- | ------------------------------ | --- | ------ |
| Surinam      | 3–4  | Aruba                          | 3–2 | 0–2    |
| Saint-Martin | 5–4  | Islas Vírgenes Estadounidenses | 2–1 | 3–3    |
| Dominica     | 1–3  | San Cristóbal y Nieves         | 0–1 | 1–2    |

### Fase de grupos

#### Grupo A
Todos los partidos se jugaron en Trinidad y Tobago.
| País              | J | G | E | P | GF | GC | GD | Pts |
| ----------------- | - | - | - | - | -- | -- | -- | --- |
| Trinidad y Tobago | 3 | 2 | 1 | 0 | 7  | 3  | +4 | 7   |
| Granada           | 3 | 1 | 1 | 1 | 2  | 2  | 0  | 4   |
| Barbados          | 3 | 1 | 0 | 2 | 5  | 7  | –2 | 3   |
| Guyana            | 3 | 1 | 0 | 2 | 3  | 5  | –2 | 3   |

|  | Barbados          | 1–0 | Granada           |
|  | Trinidad y Tobago | 2–0 | Guyana            |
|  | Guyana            | 3–2 | Barbados          |
|  | Granada           | 1–1 | Trinidad y Tobago |
|  | Guyana            | 0–1 | Granada           |
|  | Trinidad y Tobago | 4–2 | Barbados          |

#### Grupo B
Todos los partidos se jugaron en Jamaica.
| País              | J | G | E | P | GF | GC | GD  | Pts |
| ----------------- | - | - | - | - | -- | -- | --- | --- |
| Jamaica           | 3 | 3 | 0 | 0 | 17 | 0  | +17 | 9   |
| Santa Lucía       | 3 | 2 | 0 | 1 | 6  | 3  | +3  | 6   |
| Bermudas          | 3 | 1 | 0 | 2 | 2  | 6  | –4  | 3   |
| Antigua y Barbuda | 3 | 0 | 0 | 3 | 2  | 18 | –16 | 0   |

|  | Bermudas          | 0–2  | Santa Lucía       |
|  | Jamaica           | 12–0 | Antigua y Barbuda |
|  | Antigua y Barbuda | 1–2  | Bermudas          |
|  | Santa Lucía       | 0–2  | Jamaica           |
|  | Santa Lucía       | 4–1  | Antigua y Barbuda |
|  | Jamaica           | 3–0  | Bermudas          |

#### Grupo C
Todos los partidos se jugaron en las Antillas Neerlandesas.
| País                         | J | G | E | P | GF | GC | GD  | Pts |
| ---------------------------- | - | - | - | - | -- | -- | --- | --- |
| Haití                        | 3 | 3 | 0 | 0 | 11 | 0  | +11 | 9   |
| Antillas Neerlandesas        | 3 | 1 | 1 | 1 | 2  | 5  | –3  | 4   |
| San Vicente y las Granadinas | 3 | 1 | 0 | 2 | 2  | 6  | –4  | 3   |
| Aruba                        | 3 | 0 | 1 | 2 | 1  | 5  | –4  | 1   |

|  | Haití                        | 3–0 | Aruba                        |
|  | Antillas Neerlandesas        | 2–0 | San Vicente y las Granadinas |
|  | San Vicente y las Granadinas | 0–3 | Haití                        |
|  | Aruba                        | 0–0 | Antillas Neerlandesas        |
|  | San Vicente y las Granadinas | 2–1 | Aruba                        |
|  | Antillas Neerlandesas        | 0–5 | Haití                        |

#### Grupo D
Todos los partidos se jugaron en Cuba. Saint Martin withdrew.
| País                   | J                  | G                  | E                  | P                  | GF                 | GC                 | GD                 | Pts                |
| ---------------------- | ------------------ | ------------------ | ------------------ | ------------------ | ------------------ | ------------------ | ------------------ | ------------------ |
| Cuba                   | 2                  | 2                  | 0                  | 0                  | 10                 | 2                  | +8                 | 6                  |
| República Dominicana   | 2                  | 0                  | 1                  | 1                  | 5                  | 9                  | –4                 | 1                  |
| San Cristóbal y Nieves | 2                  | 0                  | 1                  | 1                  | 3                  | 7                  | –4                 | 1                  |
| Saint-Martin           | Abandonó el Torneo | Abandonó el Torneo | Abandonó el Torneo | Abandonó el Torneo | Abandonó el Torneo | Abandonó el Torneo | Abandonó el Torneo | Abandonó el Torneo |

|  | Cuba                   | 4–0 | San Cristóbal y Nieves |
|  | San Cristóbal y Nieves | 3–3 | República Dominicana   |
|  | República Dominicana   | 2–6 | Cuba                   |

### Ronda final
| Equipo 1          | Agr. | Equipo 2 | Ida | Vuelta |
| ----------------- | ---- | -------- | --- | ------ |
| Trinidad y Tobago | 6–5  | Cuba     | 3–2 | 3–3    |
| Jamaica           | 7–0  | Haití    | 4–0 | w.o.1  |

1- Haití abandonó el torneo antes de jugar el partido de vuelta y se acreditó el triunfo 3-0 para Jamaica.

## Zona Centroamericana
| País        | J                  | G                  | E                  | P                  | GF                 | GC                 | GD                 | Pts                |
| ----------- | ------------------ | ------------------ | ------------------ | ------------------ | ------------------ | ------------------ | ------------------ | ------------------ |
| Costa Rica  | 4                  | 3                  | 1                  | 0                  | 9                  | 2                  | +7                 | 10                 |
| Panamá      | 4                  | 3                  | 1                  | 0                  | 6                  | 1                  | +5                 | 10                 |
| El Salvador | 4                  | 2                  | 0                  | 2                  | 9                  | 6                  | +3                 | 6                  |
| Guatemala   | 4                  | 1                  | 0                  | 3                  | 6                  | 13                 | –7                 | 3                  |
| Nicaragua   | 4                  | 0                  | 0                  | 4                  | 3                  | 11                 | –8                 | 0                  |
| Belice      | Abandonó el Torneo | Abandonó el Torneo | Abandonó el Torneo | Abandonó el Torneo | Abandonó el Torneo | Abandonó el Torneo | Abandonó el Torneo | Abandonó el Torneo |

|  | Costa Rica  | 2–0 | Nicaragua   |
|  | Guatemala   | 2–5 | El Salvador |
|  | Panamá      | 1–0 | Guatemala   |
|  | Costa Rica  | 1–0 | El Salvador |
|  | El Salvador | 0–2 | Panamá      |
|  | Nicaragua   | 2–3 | Guatemala   |
|  | Guatemala   | 1-5 | Costa Rica  |
|  | Panamá      | 2–0 | Nicaragua   |
|  | El Salvador | 4–1 | Nicaragua   |
|  | Costa Rica  | 1–1 | Panamá      |

## Clasificados al Torneo Sub-20
| - Costa Rica - Jamaica | - Panamá - Trinidad y Tobago |